# Арарат Тауншип (округ Сасквегенна, Пенсільванія)
Арарат Тауншип (англ. Ararat Township) — селище (англ. township) в США, в окрузі Сасквегенна штату Пенсільванія. Населення — 529 осіб (2020).

## Демографія
Згідно з переписом 2010 року, у селищі мешкали 563 особи в 246 домогосподарствах у складі 155 родин. Було 478 помешкань
Расовий склад населення:
| - 98,4 % — білих - 0,4 % — корінних американців - 0,4 % — чорних або афроамериканців - 0,2 % — азіатів |

До двох чи більше рас належало 0,2 %. Частка іспаномовних становила 1,8 % від усіх жителів.
За віковим діапазоном населення розподілялося таким чином: 19,9 % — особи молодші 18 років, 60,9 % — особи у віці 18—64 років, 19,2 % — особи у віці 65 років та старші. Медіана віку мешканця становила 46,3 року. На 100 осіб жіночої статі у селищі припадало 101,8 чоловіків;  на 100 жінок у віці від 18 років та старших — 96,1 чоловіків також старших 18 років.
Середній дохід на одне домашнє господарство  становив 49 272 долари США (медіана — 44 375), а середній дохід на одну сім'ю — 59 129 доларів (медіана — 56 250). Медіана доходів становила 41 985 доларів для чоловіків та 34 167 доларів для жінок. За межею бідності перебувало 12,6 % осіб, у тому числі 25,9 % дітей у віці до 18 років та 3,3 % осіб у віці 65 років та старших.
Цивільне працевлаштоване населення становило 198 осіб. Основні галузі зайнятості: освіта, охорона здоров'я та соціальна допомога — 29,8 %, роздрібна торгівля — 13,6 %, будівництво — 13,6 %.